# Physiphora senegalensis
Physiphora senegalensis är en tvåvingeart som först beskrevs av Günther Enderlein 1927.  Physiphora senegalensis ingår i släktet Physiphora och familjen fläckflugor.
Artens utbredningsområde är Senegal. Inga underarter finns listade i Catalogue of Life.